# 誘惑 (1987年のテレビドラマ)
『誘惑』（ゆうわく）は、1987年11月2日 - 12月29日にTBS「花王 愛の劇場」にて放送された昼ドラマである。

## 概要
特許事務所に勤務する弁理士の女性受験生の物語。

## キャスト
島崎葉子
演 - 芦川よしみ
「杉田国際特許事務所」に勤務する。
木島良
演 - 中条きよし
葉子の婚約者で「ブティック・シンデレラ」の経営者。
島崎とき
演 - 中原早苗
葉子の母。
山口慎吾
演 - 小倉一郎
小津次郎
演 - 宮田恭男
斉藤あき子
演 - 松本ちえこ
葉子の同僚。
小津保太郎
演 - 宮田恭男
次郎の祖父。
敏子
演 - 中島はるみ
葉子に嫉妬している。
ゆかり
演 - 池上真知
葉子に嫉妬している。
杉田
演 - 天田俊明
「杉田国際特許事務所」の所長。
玄さん
演 - 江戸家猫八
葉子が幼少期から父親のように慕っていたが急逝する。
水野麻莉
演 - 山本郁子
かつて良が愛していたアメリカ在住のファッションデザイナー
別れ話によるでショックで睡眠薬で自殺未遂をするが、アメリカに帰国する。
山崎
演 - 井上高志
良の部下

## スタッフ
- 脚本 - 西澤裕子
- 演出 - 森田光則、浜田紀政、志村彰
- 音楽 - 青山八郎
- プロデューサー - 土屋源次、伊藤猛、内野健
- 技術協力 - ビデオフォーカス
- ポスプロ - 共同テレビジョンビデオ編集センター
- 製作 - TBS、宝映企画

## 主題歌
- 「生まれかわれるものならば」

作詞：ちあき哲也／作曲：三木たかし／編曲：若草恵／歌：西崎みどり